# 鈴木誠 (左投手)
鈴木 誠（すずき まこと、1985年1月15日 - ）は、東京都出身の元プロ野球選手（投手）。左投左打。NPBでは育成選手であった。

## 来歴

### プロ入り前
幼い頃に両親が離婚し、姉・兄と共に父に育てられた。京華商業高等学校在学中にJR東日本への就職を野球推薦で決め、2002年夏の東東京大会ではベスト8進出の原動力となった。

### 巨人時代
2006年の育成選手ドラフトにおいて、1巡目で巨人から指名され入団。「人生は1回きり。冒険したかった」と、悩んだ末にJR東日本を退社し、年俸240万円の育成枠での入団を決めた。社会人の企業チームに所属する選手が育成ドラフトで指名されるのは、明確な規定はないものの極めて異例であり、鈴木以外に指名された例はない。また、同じJR東日本の寺内崇幸も、巨人から大学・社会人ドラフト6巡目で指名されて入団した。
最高球速147km/hの速球を軸に2007年は二軍で中継ぎエースとして24試合に登板。1勝0敗、19.1回を投げて自責点はわずか3、防御率1.37という成績を残した。また出場機会はなかったものの、ファーム日本選手権において隠善智也と共に育成選手ながらベンチ入りを果たした。シーズン終了後にはウィルフィン・オビスポとともにドミニカのウィンターリーグに派遣され、ティグレス・デル・リセイに所属した。
2008年シーズン終了後に戦力外通告を受け、その後の12球団合同トライアウトに参加したが、他のチームから声が掛かることはなかった。

### ベネズエラ時代
2010年にはベネズエラリーグのブラボス・デ・マルガリータに所属。

## 詳細情報

### 年度別投手成績
- 一軍公式戦出場なし

### 背番号
- 109 （2007年 - 2008年）